# Morcelliana
Morcelliana – włoskie wydawnictwo katolickie założone w Brescii w 1925.

## Historia
Dom wydawniczy powstał z inicjatywy młodych katolików, wśród których był m.in. Giovanni Battista Montini, przyszły papież Paweł VI. Nazwa nawiązuje do nazwiska włoskiego jezuity Stefana Antonia Morcelliego. Serie wydawnicze to: Il Pellicano, Filosofia, Teologia, Letteratura cristiana antica, Biblioteca di storia contemporanea, Scienze e Storia delle Religioni. Publikacje Morcelliany dotyczą takich tematów, jak: egzegeza biblijna, starożytna literatura chrześcijańska, duchowość chrześcijańska i żydowska, teologia, filozofia, religioznawstwo czy historia. Periodyki wydawnictwa to: Henoch, Adamantius, Hermeneutica, Humanitas, Studi e materiali di storia delle religioni oraz Rivista di Storia del Cristianesimo. W ciągu blisko wiekowej historii w wydawnictwie swoje książki drukowali: Mario Apollonio, Piero Bargellini, Paolo Becchi, Robert Hugh Benson, Giulio Bevilacqua, Gilbert Keith Chesterton, Alcide De Gasperi, Mauro Pesce, Karl Rahner, Joseph Ratzinger, Paul Ricœur, Alessandro Spina. Morcelliana wydaje dzieła zebrane Romano Guardiniego.